# Puertoricoara
Puertoricoara (Ara autochtones) är en förhistorisk utdöd fågel i familjen västpapegojor inom ordningen papegojfåglar vars ben har hittats på Puerto Rico och Saint Croix i Amerikanska Jungfruöarna och på Puerto Rico. 

## Namn och etymologi
Alexander Wetmore gav arten det vetenskapliga namnet autocthones. En alternativ men inkorrekt stavning är autochthones, som kommer av antika grekiskans ord autochthōn (αὐτός—autos "själv" and χθών—chthōn "jord") som betyder "född ur jorden".

## Taxonomi
Wetmore placerade puertoricoaran i släktet Ara baserat på ett tarsben, vilket också bekräftades av Olson som undersökte benet på nytt. Upptäckten av ett andra exemplar på Puerto Rico som bestod av ett antal olika ben bekräftade ytterligare artens släktskap. Puertoricoaran skiljer sig från andra aror med att ha en medelstor tars och handlovsben. Olson och Máiz López fann att artens storlek bara är jämförbart med geografiskt avlägsna indigoaran och blåstrupig ara. Deras detaljerade analys av dessa arter och andra ben visar tydliga skillnader, framför allt gentemot släktet Anodorhynchus. På grund av detta betraktas puertoricoaran som en distinkt och giltig. Puertoricoaran och den mindre kubaaran (Ara tricolor) är de enda två karibiska arorna som har beskrivits utifrån benlämningar.

## Beskrivning
Den subfossila tarsen som Wetmore beskrev arten utifrån var från en ung men fullvuxen fågel. Han noterade att tarsen var bredare än den hos kubaaran, men smalare än större aror. De smalare proportionerna samt de utdragna åsarna mot benets proximala del skiljer den från amazonpapegojorna. Benlämningarna Olson och Máiz López fann skiljer sig även de från amazonpapegojornas.

## Utbredning
Ben från puertoricoaran har hittats dels i en amerindiansk by i nuvarande staden Concordia på ön Saint Croix i Amerikanska Jungfruöarna, dels i en by befolkad av Saladoidfolket utmed östra banken av Río Bucaná nordost om staden Ponce på Puerto Rico. Ett ben har även upptäckts på ön Montserrat, men det är mindre än de funna på Puerto Rico och har inte artbestämts eftersom det likaväl kan röra sig om en kubaara. Det har föreslagits att arten kan ha varit begränsad i sin utbredning till Saint Croix, men Olson och Máiz López finner detta inte särskilt sannolikt eftersom ursprungsbefolkningen bedrev handel med papegojarter och troligen transporterade de mellan öarna. Det gör det svårt att bedöma artens ursprungliga geografiska utbredning.

## Utdöende
Fåglar i Karibien dog ut i tre omgångar. Den första kopplas till när havsnivån steg mot slutet av den senaste istiden. Den andra och tredje sammanfaller med ankomsten av amerindianerna respektive européerna. Även om de exakta orsakerna till puertoricoarans utdöende är okända har det förmodligen att göra med människans närvaro. Att benlämningar har funnits i kökkenmöddingar tyder på att arten jagats för köttets skull. Benlämningarna som Máiz López upptäckte kan dateras till 300-talet och puertoricoaran dog alltså därför ut någon gång efter det.